# Rhipidocephala tenera
Rhipidocephala tenera là một loài ruồi trong họ Asilidae. Rhipidocephala tenera được Oldroyd miêu tả năm 1966. Loài này phân bố ở vùng nhiệt đới châu Phi.